# 41 Daphne
41 Daphne este un asteroid de tip C din centura de asteroizi cu un diametru de cca. 170 km. A fost descoperit de Hermann Goldschmidt la 22 mai 1856. Este numit după Daphne, o nimfă din mitologia greacă.